# توپ طلای ۱۹۷۲
توپ طلای ۱۹۷۲ (فرانسوی: 1972 Ballon d'Or‎) ۱۷مین رویداد سالیانهٔ توپ طلا بود که از سوی مجلهٔ فرانس فوتبال به بهترین بازیکن فوتبال در سال ۱۹۷۲ اعطا گردید که در این سال، فرانتس بکن‌باوئر برندهٔ توپ طلا شد.

## رتبه‌بندی
| ردیف | نام                | باشگاه                            | ملیت                             | امتیاز |
| ---- | ------------------ | --------------------------------- | -------------------------------- | ------ |
| ۱    | فرانتس بکن‌باوئر    | باشگاه فوتبال بایرن مونیخ         | آلمان غربی                       | ۸۱     |
| ۲    | گرد مولر           | باشگاه فوتبال بایرن مونیخ         | آلمان غربی                       | ۷۹     |
| ۲    | گونتر نتسر         | باشگاه فوتبال بروسیا مونشن‌گلادباخ | آلمان غربی                       | ۷۹     |
| ۴    | یوهان کرایف        | باشگاه فوتبال آژاکس آمستردام      | هلند                             | ۷۳     |
| ۵    | پیت کیزر           | باشگاه فوتبال آژاکس آمستردام      | هلند                             | ۱۳     |
| ۶    | کازیمیرز دینا      | باشگاه فوتبال لگیا ورشو           | لهستان                           | ۶      |
| ۷    | گوردون بنکس        | باشگاه فوتبال استوک سیتی          | انگلستان                         | ۴      |
| ۷    | Barry Hulshoff     | باشگاه فوتبال آژاکس آمستردام      | هلند                             | ۴      |
| ۷    | ووجیمش لوبانسکی    | باشگاه فوتبال گورنیک زابژه        | لهستان                           | ۴      |
| ۷    | بابی مور           | باشگاه فوتبال وستهام یونایتد      | انگلستان                         | ۴      |
| 11   | Hristo Bonev       | Lokomotiv Plovdiv                 | بلغارستان                        | ۳      |
| 11   | Murtaz Khurtsilava | باشگاه فوتبال دینامو تفلیس        | اتحاد جماهیر شوروی               | ۳      |
| 11   | Gerrie Mühren      | باشگاه فوتبال آژاکس آمستردام      | هلند                             | ۳      |
| 11   | پل فن هیمست        | باشگاه فوتبال اندرلشت             | بلژیک                            | ۳      |
| 15   | Antal Dunai        | باشگاه فوتبال اویپشت              | مجارستان                         | ۲      |
| 15   | اوزه‌بیو            | باشگاه فوتبال بنفیکا              | پرتغال                           | ۲      |
| 15   | ساندرو مازولا      | باشگاه فوتبال اینتر میلان         | ایتالیا                          | ۲      |
| ۱۸   | آمانسیو آمارو      | باشگاه فوتبال رئال مادرید         | اسپانیا                          | ۱      |
| ۱۸   | پائول برایتنر      | باشگاه فوتبال بایرن مونیخ         | آلمان غربی                       | ۱      |
| ۱۸   | جورجو کینالیا      | باشگاه فوتبال لاتزیو              | ایتالیا                          | ۱      |
| ۱۸   | دراگان دزاجیچ      | باشگاه فوتبال ستاره سرخ بلگراد    | جمهوری فدرال سوسیالیستی یوگسلاوی | ۱      |
| ۱۸   | جانی جایلز         | باشگاه فوتبال لیدز یونایتد        | جمهوری ایرلند                    | ۱      |
| ۱۸   | John Greig         | باشگاه فوتبال رنجرز               | اسکاتلند                         | ۱      |
| ۱۸   | یوهان نیکنز        | باشگاه فوتبال آژاکس آمستردام      | هلند                             | ۱      |
| ۱۸   | جانی ریورا         | باشگاه فوتبال آ.ث. میلان          | ایتالیا                          | ۱      |
| ۱۸   | Yevgeniy Rudakov   | باشگاه فوتبال دینامو کی‌یف         | اتحاد جماهیر شوروی               | ۱      |
| ۱۸   | ماریوس ترزو        | باشگاه فوتبال المپیک مارسی        | فرانسه                           | ۱      |